# バウマイア (小惑星)
バウマイア (813 Baumeia) は小惑星帯にある小惑星。マックス・ヴォルフがハイデルベルクのケーニッヒシュトゥール天文台で発見した。
第一次世界大戦で命を落とした天文学専攻の学生、H・バウムに因んで名付けられた。